# Moritz Karl Ernst von Prittwitz
Moritz Karl Ernst von Prittwitz und Gaffron (Alzenau, 9 febbraio 1795 – Berlino, 21 ottobre 1885) è stato un generale prussiano, governatore della fortezza di Ulma.

## Biografia

### La famiglia
Prittwitz proveniva da un'antica famiglia della Slesia che si era originata dall'unione delle famiglie Prittwitz e Gaffron ed egli era figlio nello specifico di Ernst von Prittwitz und Gaffron, e della sua seconda moglie Johanna von Karisch.
Egli sposò il 9 febbraio 1830 a Schellin, Domicilie von Colbe  (27 agosto 1810 - 4 marzo 1871), figlia del proprietario terriero Ferdinand von Colbe, novile di Liszewo, e di Henriette Nehring.

### La carriera militare

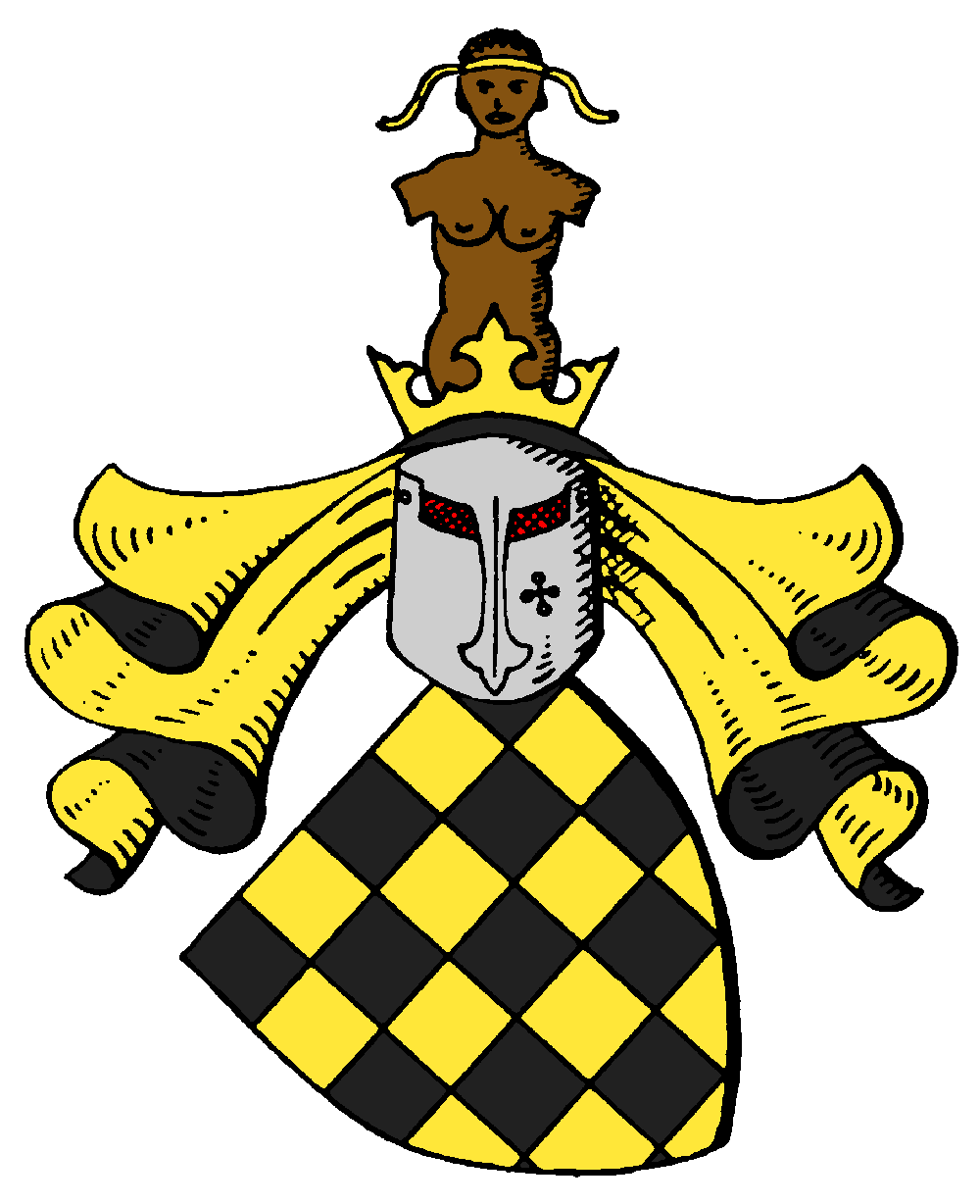
Stemma della figlia Prittwitz da cui derivava il generale

Dapprima educato in casa con un tutore, dal 1808 al 1812 frequentò la scuola di Brieg (Slesia inferiore), dove studiò con particolare interesse botanica e matematica. Ottenuta la licenza a 17 anni, studiò giurisprudenza all'Università di Breslavia.
Nel 1813 interruppe i propri studi per dedicarsi alla carriera militare nell'esercito prussiano. Su raccomandazione del matematico professor Brandes egli entrò nel corpo dei genieri dal 12 marzo di quell'anno ponendosi di stanza a Glatz dove il 20 agosto divenne secondo luogotenente. Nel settembre 1813 ottenne il proprio primo incarico ufficiale, costruire un campo trincerato presso Wartha.
Nell'inverno del 1815, quando ormai i prussiani erano penetrati a fondo in Francia, venne posto di stanza a Landrecies e poi venne inviato a prendere il governo della fortezza di Mezières. Distintosi brillantemente nei propri incarichi militari ed essendo riuscito a pubblicare attraverso il professor Brandes a Breslavia un proprio trattato militare dal titolo "über die Curven, die durch ihre Subtangenten rectificirt werden". Il 25 agosto 1818 venne nominato capitano.
Tornato dalla Francia, Prittwitz venne incaricato della costruzione della fortezza militare di Coblenza che lo impegnò dal 1818 al 1824. Il 24 aprile 1824 venne assegnato quale aiutante di campo in capo al corpo dei genieri dove rimase sino al 1828. Durante questi anni di relativa calma egli trovò il tempo per scrivere, pubblicando poi un'opera dal titolo "Die Beiträge zur angewandten Befestigungskunst, erläutert durch 100 Tafeln". Nel 1826 venne promosso al grado di capitano di I classe e nell'aprile del 1828 divenne direttore dei lavori per la costruzione della fortezza di Posen.
Quindi egli divenne amico dei generali von Gneisenau, von Wrangel, von Clausewitz e altri alti ufficiali dello staff generale dell'esercito durante la rivoluzione polacca del 1830-1831 e, data la sua perizia e la sua posizione favorevole, seguì i generali Karl von Grolman (1777-1843) ed Ernst Ludwig von Aster nel quartier generale dello zar Nicola I di Russia a Varsavia.
Il 28 aprile 1838 venne promosso al rango di Maggiore affiancando il ministro della guerra von Rauch e dal 5 maggio di quello stesso anno venne nominato direttore della costruzione della fortezza di Ulma.
Il 31 marzo 1846 venne promosso al grado di colonnello luogotenente ed il 9 maggio 1849 divenne colonnello prendendo parte ai combattimenti presso Gernsbach e nel bombardamento di Rastatt.
All'inizio degli anni '50 dell'Ottocento venne richiamato a Berlino per ottenere la carica di ispettore ingegnere ma il 30 settembre 1851 venne già promosso direttore generale delle costruzioni militari dell'esercito prussiano, preoccupandosi tra le altre opere di restaurare il castello di Hohenzollern assieme all'architetto Friedrich August Stüler.

### Il ritiro e gli ultimi anni

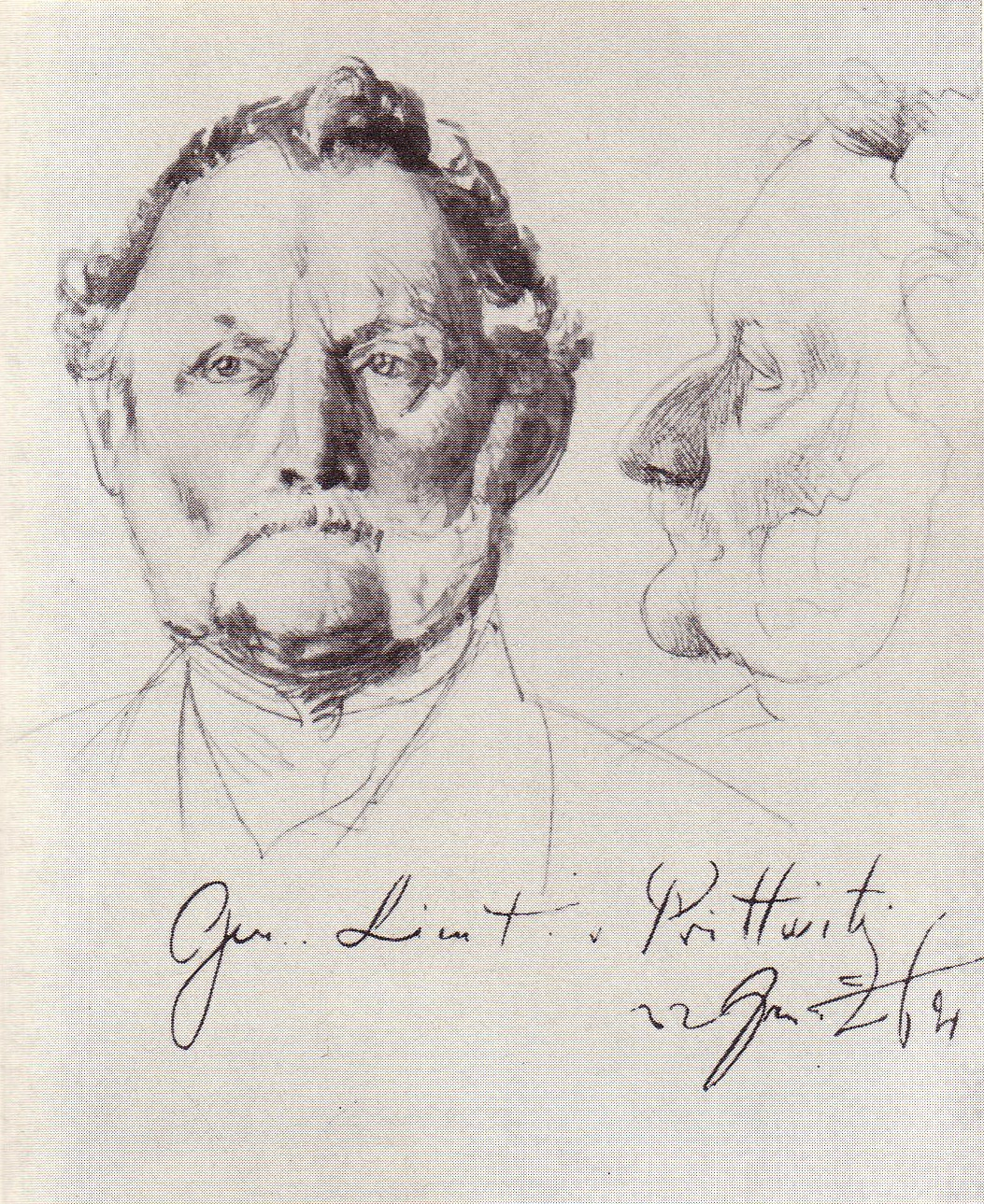
Ritratto del generale von Prittwitz negli anni della maturità, eseguito da Adolph Menzel, oggi conservato alla Nationalgalerie di Berlino

Nel 1852 a Berlino Prittwitz venne eletto parlamentare ma a causa degli scontri tra la propria vita politica e quella di militare, egli terminò il proprio mandato nel 1857. Nel frattempo era divenuto ispettore generale di artiglieria e dal 22 marzo 1853 era stato nominato Maggiore Generale. L'11 marzo 1863 venne posto a riposo dedicandosi successivamente alla scrittura.
Con lo scoppio della guerra franco-prussiana nel 1870, per espresso desiderio del re Carlo I del Württemberg divenne governatore della fortezza di Ulma che aveva fatto costruire egli stesso.

## Opere
- Beiträge zur angewandten Befestigungskunst, Posen, 1836.
- Die Kunst reich zu werden, Mannheim 1840.
- Über allgemeine Landesbewaffnung, Ulma 1848.
- Andeutungen über die künftigen Fortschritte und die Grenzen der Zivilisation, 2. Auflage, Berlino 1855.
- Über die Verwendung der Infanterie bei Verteidigung der Festungen, Berlino, 1858.
- Lehrbuch der Befestigungskunst, Berlino 1865.